# Вскрытие

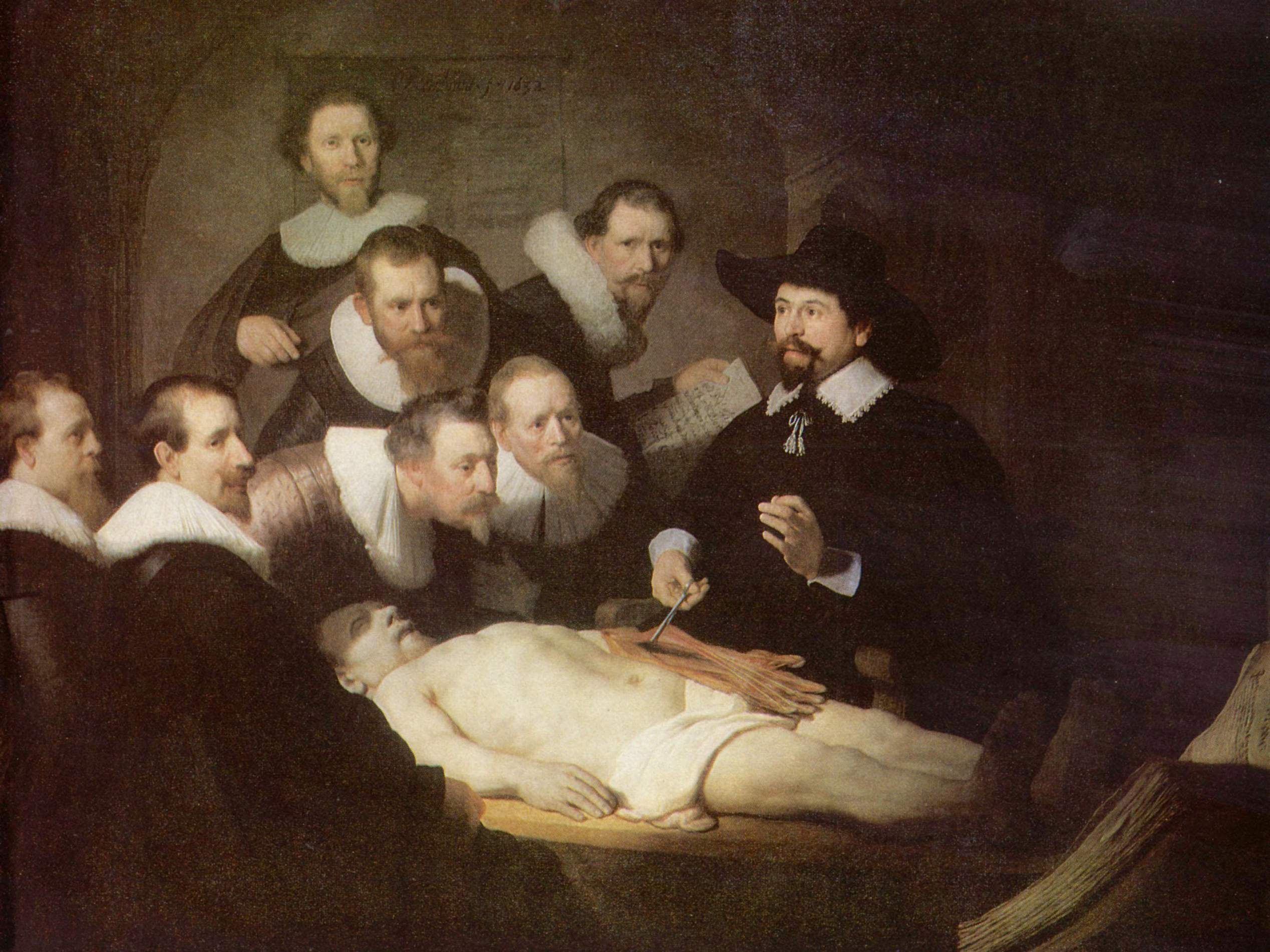
«Урок анатомии доктора Тульпа»
Рембрандт, 1632

Вскры́тие, аутопси́я (др.-греч. αὐτός «сам» + ὄψις «зрение»), некропси́я (др.-греч. νεκρός «труп»), обдукция (устар. «вскрытие трупа» ; лат. obductio; лат. «покрывание», «закрывание»), се́кция (лат. sectio «разрезание») — патолого-анатомическая или судебно-медицинская процедура, посмертное вскрытие и исследование тела, в том числе внутренних органов.
Вскрытие трупа, производимое для проверки прижизненного распознавания болезни с судебно-медицинской и другими целями. Обычно производится для того, чтобы установить причину смерти. Вскрытие — разговорный термин. В официальной речи и документации обычно используется термин «посмертное патологоанатомическое исследование» (в отличие от прижизненных патологоанатомических исследований) или «судебно-медицинская экспертиза трупа».

## История

«Некропсия в Средневековье»
реконструкция Музея Тартуского университета

Правильнее и точнее называть эту процедуру некропсией (от др.-греч. νεκρός «смерть» + др.-греч. ὄψις «зрение»), а не аутопсией (др.-греч. αὐτός «сам»). Термин «аутопсия» более распространён в Европе; он появился на заре истории медицины, когда возникла необходимость отличать вскрытие человеческого тела от вскрытия тела животных, что практиковалось гораздо чаще.
Какие-то посмертные исследования начались, по всей вероятности, как только люди заинтересовались природой болезней и анатомией человека.
Благодаря итальянскому анатому Мондино де Луцци возобновилась долгое время запрещавшаяся средневековой католической церковью практика публичных вскрытий трупов умерших людей в целях обучения студентов медицине. Его труд «Анатомия» (1316) стал первым со времён Галена анатомическим трактатом, основанным не на пересказе трудов Галена и Ибн Сины, а на собственных результатах вскрытий, а также оставался авторитетным учебником на протяжении последующих 300 лет.
В Европе одно из первых письменных свидетельств о вскрытии относится к XIII веку. Некий Гильельмо из Салицето (ок. 1201—1280) производил вскрытие племянника маркиза Паллавичини. Из многих старинных описаний видно, что посмертные исследования проводились с судебно-медицинской целью.
В 1410 году было произведено вскрытие тела Папы Римского Александра V из-за возникших подозрений по поводу его внезапной и необъяснимой смерти. В XVI и XVII веках вскрытия производились всё чаще, и к 1700 году уже был опубликован ряд подробных описаний аутопсий.
В XVI веке великий анатом Андреас Везалий благодаря множеству вскрытий существенно исправил бытовавшие представления об анатомии человека. В то время подобная деятельность осуждалась Церковью, потому Везалий чудом избежал преследования Инквизиции. Среди дальнейших работ выделяется систематизированное описание Теофиля Боне (1620—1689). В XVIII веке появились знаменитые работы Дж. Морганьи, положившие начало патологоанатомическому методу изучения болезней, а затем и патологоанатомический атлас М. Бейли (1794).
В 1779 году в России издан указ Военной коллегии об обязательном вскрытии умерших насильственной смертью.
Вскрытия приобрели особое значение для медицинской науки в XIX в. благодаря применению усовершенствованных микроскопов и созданию Рудольфом Вирховом (1821—1902) теории клеточной патологии. С середины XIX века лучшие клиники начали запрашивать разрешения на вскрытие при всех случаях смерти.

## Цели и значение вскрытия
Основная цель патологоанатомического вскрытия — глубже изучить болезнь, и производящий его патологоанатом решает тройную задачу. Он пытается обнаружить и описать любые отклонения от нормальной анатомии тела и различных органов и, по возможности, сопоставить эти отклонения, чтобы выяснить причинно-следственные отношения между ними; далее, на основании анатомических изменений пытается объяснить наблюдавшиеся при жизни функциональные сдвиги; и наконец, подтверждает или опровергает прижизненный клинический диагноз, устанавливая основную и непосредственную причину смерти.
Также одной из задач патологоанатома является оценка эффективности и правильности проводимой при жизни больного терапии. Возможности, предоставляемые аутопсией для проверки точности диагноза и правильности проводившегося лечения болезни, имеют неоценимое значение для совершенствования врачебных знаний и навыков. Однако ещё больше выигрывает при этом медицинская наука в целом, так как точная регистрация изменений, выявленных при тщательно проведённых исследованиях большого числа однотипных случаев, позволяет глубже понять патологические процессы. Получаемые при этом сведения часто не имеют отношения к непосредственной причине смерти данного больного. Иногда то или иное обнаруживаемое патологическое изменение совершенно несущественно для оценки причины смерти данного больного, но при сравнении с аналогичными изменениями, выявляемыми в других случаях, оно может быть немаловажным для общего прогресса медицинских знаний. Например, многое в современных представлениях о гистологических особенностях течения и даже эпидемиологии туберкулёза лёгких базируется на результатах исследования лёгочной ткани людей, давно излечившихся от этого заболевания или страдающих неактивной его формой и умерших от совершенно иных причин.

### Законодательное регулирование
В разных странах существуют разные законы, но в целом в развитых странах, если нет сомнений в естественной причине смерти, вскрытия производятся только с разрешения родственников умершего и только квалифицированным врачом (патологоанатомом, судебным медиком), имеющим специальную подготовку в области патологической анатомии или судебно-медицинской экспертизы.
В Российской Федерации отмена вскрытия не допускается в случаях:
1. Подозрения на насильственную смерть;
2. Невозможности установления заключительного клинического диагноза заболевания, приведшего к смерти, и (или) непосредственной причины смерти;
3. Оказания умершему пациенту медицинской организацией медицинской помощи в стационарных условиях менее одних суток;
4. Подозрения на передозировку или непереносимость лекарственных препаратов или диагностических препаратов;
5. Смерти:
  - Связанной с проведением профилактических, диагностических, инструментальных, анестезиологических, реанимационных, лечебных мероприятий, во время или после операции, переливания крови и (или) её компонентов;
  - От инфекционного заболевания или при подозрении на него;
  - От онкологического заболевания при отсутствии гистологической верификации опухоли;
  - От заболевания, связанного с последствиями экологической катастрофы;
  - Беременных, рожениц, родильниц (включая последний день послеродового периода) и детей в возрасте до двадцати восьми дней жизни включительно;
6. Рождения мертвого ребёнка;
7. Необходимости судебно-медицинского исследования

Судебно-медицинское исследование трупа проводится в случаях смерти от насильственных причин или подозрений на них, в том числе:
- взрывных травм,
- механических повреждений, в том числе:
  - автомобильных травм,
  - железнодорожных травм,
- ножевых ранений,
- отравлений, в том числе:
  - этиловым алкоголем,
  - продуктами, образованными в результате передозировки лекарственных препаратов,
  - наркотическими веществами,
- огнестрельных ранений,
- оказания медицинской помощи, не отвечающей требованиям безопасности, в том числе:
  - проведения подпольных операций,
  - проведения искусственного аборта вне лечебного учреждения,
  - медицинских консультаций и (или) назначений лекарственных препаратов лицом или лицами, у которых отсутствует медицинское образование,
  - халатности медицинского персонала
- механической асфиксии,
- падений с высоты,
- действия крайних температур,
- электричества,
- при неустановленности личности умершего.

Порядок и техника проведения судебно-медицинского вскрытия описаны в Приказе Минздравсоцразвития (Министерства здравоохранения и социального развития России) от 12 мая 2010 г. № 346н «Об утверждении Порядка организации и производства судебно-медицинских экспертиз в государственных судебно-экспертных учреждениях Российской Федерации».

## Проведение аутопсии
Аутопсию производят по возможности в ближайшие сроки после смерти, чтобы различные посмертные изменения не мешали обнаружению истинной причины смерти. Поскольку многие заболевания, равно как и насильственные действия, оставляют явные повреждения кожных покровов и поверхностных оболочек глаз, носа и рта, вначале производят очень тщательный наружный осмотр. Затем труп вскрывают, проводя разрез так, чтобы в наибольшей степени обнажить внутренние органы и в то же время обеспечить возможность полного восстановления внешнего вида тела. Иными словами, на тех частях тела, которые обычно не закрыты одеждой, не остаётся никаких следов вскрытия, а череп, если надо, вскрывается выше границы волосистой части головы. При вскрытии брюшной и грудной полостей осматривают их содержимое и взаиморасположение органов. Затем либо вместе, либо по отдельности вынимают различные органы и подробно исследуют их. Тщательная аутопсия предполагает не только осмотр невооружённым глазом, но и микроскопическое исследование гистологических препаратов органов и тканей. Окончательный диагноз всегда основывается на данных микроскопии.
Изучение судебной медицины и патологической анатомии тесно связано с проведением вскрытий трупов. Обычно в начале учебной программы предусмотрено проведение одного-двух показательных вскрытий и лишь затем — самостоятельных. Существуют также специальные учебные видеофильмы показательного вскрытия трупа.

## Отношение общества к аутопсии

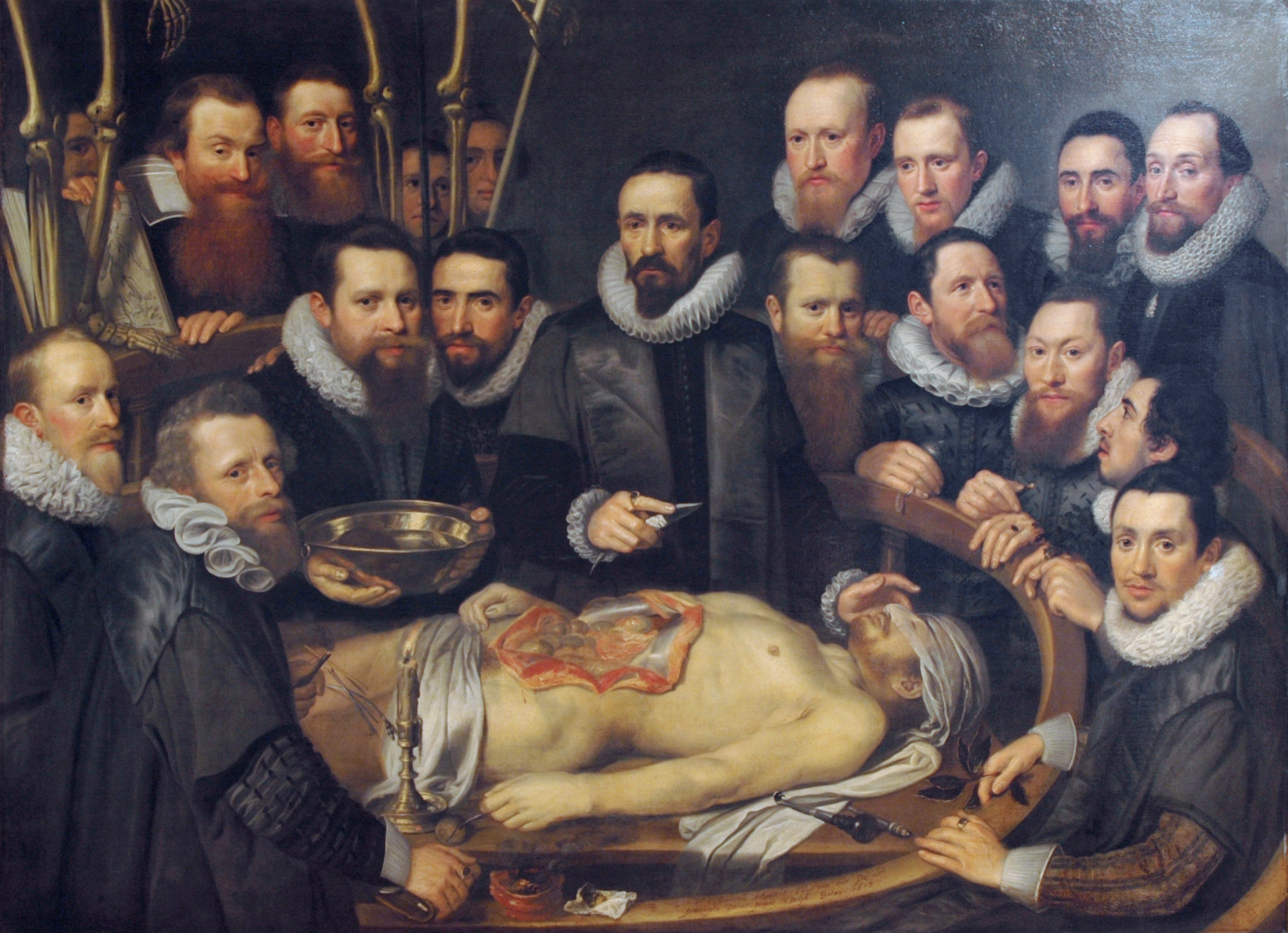
«Урок анатомии доктора Виллема ван дер Меера»
Михил ван Миревельт, 1617

Даже в новое время аутопсия встречала сопротивление преимущественно со стороны малообразованной части общества. Такое отношение основано на суевериях или заблуждениях, поскольку ни одна из крупных религий (за исключением индуистской) не налагает абсолютного запрета на посмертные исследования. Теофил Боне в 1679, формулируя причину непреходящего интереса мыслящих врачей к аутопсии, писал:

Пусть те, кто протестует против вскрытия тел, до конца осознают своё заблуждение. Когда причина болезни неясна, возражения против вскрытия тела, обречённого стать пищей червей, не только ничем не помогают безжизненной плоти, но причиняют огромный вред остальному человечеству, поскольку препятствуют приобретению врачами знаний, быть может, необходимых для помощи людям, страдающим той же болезнью. Не меньшего порицания заслуживают и те чересчур чувствительные врачи, которые по лености или брезгливости предпочитают оставаться во тьме невежества, нежели тщательно и усердно искать истину; они не понимают, что, поступая так, становятся виновны перед Богом, перед самими собой и перед обществом в целом.
В то же время сторонники крионики, как правило, не поддерживают вскрытие, так как нарушение целостности кровеносной системы делает невозможным проведение перфузии, а также потому, что при вскрытии рассекается головной мозг умершего.

### На русском языке
- Вскрытие трупа человека, учебный фильм
- Форум судебных медиков
- Вскрытие трупа по методу Шора

### На английском языке
- Autopsy — a detailed description by a pathologist complete with cartoon figures.
- The Virtual Autopsy — a site from the University of Leicester where one examines the patient, looks at the (medical) history and gets a try at the diagnosis.
- HBO’s Autopsy — a series on HBO about forensics and autopsies.
- BBC News — Controversial Autopsy goes ahead — news story about Prof. Gunther von Hagens performing the first public autopsy in the UK in 170 years.
- How Stuff Works — Autopsies
- Autopsies — Forensic
- www.autopsyvideo.com Архивная копия от 25 апреля 2019 на Wayback Machine- This site offers autopsy documentaries, one produced with the aid of The LA County Coroner’s Office.
- Autopsy of a Murder — An interactive exploration of a murder scene and the science involved in a criminalistic investigation: autopsy and laboratory expertise. Produced by the Montreal Science Centre for its namesake exhibition.
- Prevention of Infection during autopsy It lists the risk factors and prevention strategies during post mortem examination.
- — The official organisation for Anatomical Pathology Technologists in the UK